# سدريت قبرصي
سدريت قبرصي (الاسم العلمي:Sideritis cypria) هو نوع من النباتات يتبع جنس السدريت من الفصيلة الشفوية.